# Sexto Élio Peto Cato
Sexto Élio Peto Cato (em latim: Sextus Aelius Paetus Catus) foi um político da gente Élia da República Romana eleito cônsul em 198 a.C. com Tito Quíncio Flaminino. Aparentemente era filho, apesar de um tanto jovem, de Quinto Élio Peto, um dos inúmeros pretores mortos na Batalha de Canas contra Aníbal em agosto de 216 a.C.. Públio Élio Peto, cônsul em 201 a.C., era seu irmão mais velho. É conhecido hoje em dia principalmente por sua interpretação da Lei das Doze Tábuas, conhecida apenas através do elogio feito Cícero.

## Consulado (198 a.C.)
Pouco se sabe sobre sua carreira ou por que era chamado de "Cato". Lívio conta que ele foi eleito pontífice em 209 a.C. e edil curul em 200 a.C., quando, com seu colega Marco Cláudio Marcelo, importou cereais da África. Seu irmão havia sido cônsul três anos antes e censor em 199 a.C. e seu sucesso pode ter contribuído para sua eleição ao consulado em 198 a.C. juntamente com Tito Quíncio Flaminino, muito mais famoso e um dos mais jovens cônsules já eleitos, com apenas trinta anos. Não se credita a ele nenhuma operação militar, com todas as honras da Segunda Guerra Macedônica, em pleno curso, atribuídas a Flaminino. Seus próprios em sua província não foram relatados como sendo muito frutíferos.
Segundo alguns autores, sua rápida ascensão, de edil curul ao consulado e à censura, não se dei por causa da morte de seu pai ou dos sucessos de seu irmão mais velho, mas por sua atitude em relação às leis. Teria sido apelidado de "Catus", que significa "inteligente" ou "esperto", como reconhecimento de seu grande saber jurídico. é possível que ele tenha negligenciado os demais aspectos de sua carreira política — Lívio não o cita em nenhuma campanha militar — para se dedicar ao estudo de direito.

## Anos finais
Apesar do fraco desempenho, foi eleito censor em 194 a.C. com Caio Cornélio Cetego, provavelmente por respeito às suas habilidades como jurista ou por respeito ao irmão, um ex-censor e também um famoso jurista.

## Legado como jurista
Um "Sexto Élio" é citado como autor de uma obra de comentários em três volumes ou "Comentários Tripartidos" (em latim: Commentaria Tripertita), que apresenta sistematicamente cada provisão da Lei das Doze Tábuas, fornece um comentário e depois discute a relevância de cada uma, e muitos autores defendem que Cato seria este "Sexto Élio". Como diz o próprio título, era dividida em três partes: a primeira tratava das leis, a segunda fornecia a chamada interpretatio pontificium (a interpretação pontifícia) e a terceira, discutia as legis actiones. Esta obra é, portanto, uma análise concreta do direito na época e, por isso, "Sexto Élio" é considerado o primeiro verdadeiro jurista romano e o primeiro da jurisprudência romana, uma vez que as obras anteriores se perderam na tradição posterior e se limitaram a listar os vários atos normativos, enquanto ele foi o primeiro a realizar uma verdadeira análise comparativa.
Cato escreveu também uma segunda obra, chamada "Ius Aelianum", que foi elogiada por Cícero e ainda existia na época de seu amigo Tito Pompônio Ático, que faz referência a ele. Segundo William Smith, as duas obras seriam a mesma. Não se sabe quando ela foi perdida.